# حلاق إشبيلية (مسرحية)

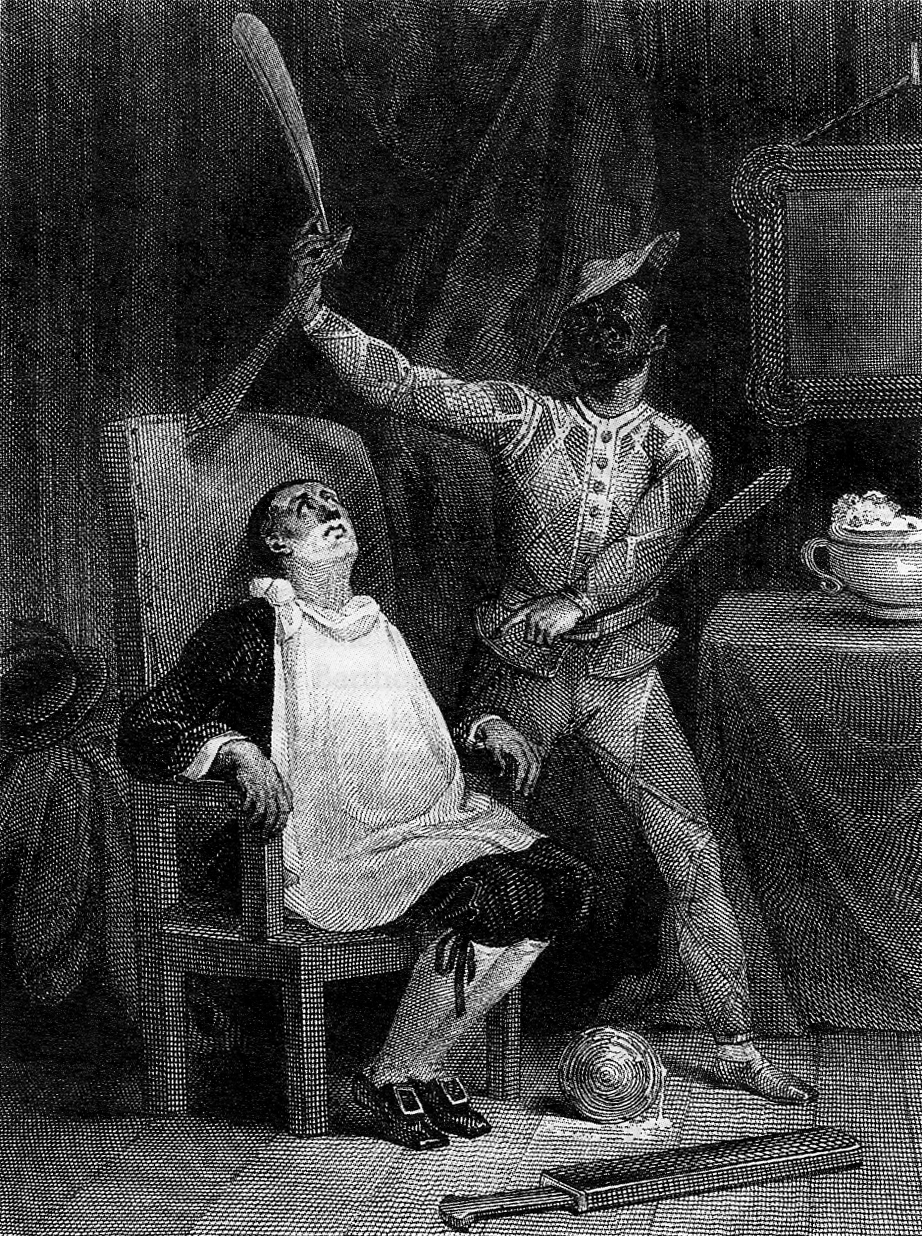
مشهد من نسخة القرن التاسع عشر من مسرحية حلاق إشبيلية. تظهر أصولها في الكوميديا ديل آرتي في هذه الصورة، التي تصور فيغارو مرتديًا زي وقناع هارلكوين.

حلاق إشبيلية أو الاحتياط عديم الفائدة  (الفرنسية: Le Barbier de Séville ou la Précaution inutile) هي مسرحية فرنسية من تأليف بيير بومارشيه، وضع موسيقى المسرحية الأصلية أنطوان لوران بودرون. اعتُبرت المسرحية في البداية أوبرا كوميدية، ورفضت المسرحية بهذا التصنيف عام 1772. أعيد تأليف المسرحية كما نعرفها الآن عام 1773، ولكن بسبب المشاكل القانونية والسياسية التي واجهها المؤلف، لم تعرض حتى 23 فبراير 1775، في مسرح كوميدي فرانسيز في التويلري. تعتبر مسرحية حلاق إشبيلية أول مسرحية في ثلاثية تتكون من مسرحيتين أخريين هما زواج فيغارو والأم المذنبة.
على الرغم من أن المسرحية لم تحظ باستقبالٍ جيد في البداية، إلا أن بومارشيه نجح في تحرير النص بسرعة، فحقق نجاحها الهائل بعد ثلاثة أيام. ربما يكون عنوان المسرحية عبارة عن تورية على مسرحية تيرسو دي مولينا السابقة ساحر نساء أشبيلية (مسرحية) (المحتال من إشبيلية).
كتب موتسارت مجموعة من 12 مقطوعة موسيقية مختلفة مبنية على الأغنية التي ألفها بودرون "Je suis Lindor".

## الملخص
تتبع القصة بنية الكوميديا الفنية المرتجلة التقليدية، حيث يبدو أن العديد من الشخصيات مستوحاة من شخصيات شهيرة. تدور أحداث القصة حول كونت إسباني، يُدعى ببساطة الكونت، على الرغم من ظهور اسم"ألمافيفا"(لكن لم يكن واضحاً إذا كان اسمًا أول أو اسم عائلة)، والذي وقع في حب فتاة تدعى روزين من النظرة الأولى. حتى يتأكد من أنها تحبه حقًا وليس فقط أمواله، يتنكر الكونت في هيئة طالب جامعي فقير يدعى ليندور، ويحاول التودد إليها. يُحبط الوصي على روزين، الدكتور بارثولو، خططه، إذ يبقيها محبوسة في منزله ليتزوج منها بنفسه. ومع ذلك، يتغير حظ الكونت بعد لقاءه صدفةً خادمَه السابق، فيجارو، الذي يعمل حاليًا حلاقًا وبالتالي لديه إمكانية الوصول إلى منزل الطبيب. بعد أن وعده الكونت بالمال، وخشي أن يسعى الكونت للانتقام منه إذا رفض، ابتكر فيغارو مجموعة متنوعة من الطرق ليلتقي الكونت وروزين ويتحدثا، أولاً باسم ليندور، ثم باسم ألونسو، وهو زميل دراسة لنفس أستاذ الموسيقى، بازيل. وتبلغ القصة ذروتها بزواج الكونت وروزين.

## الشخصيات
- الكونت ألمافيفا، وهو رجل إسباني كبير يحب روزين
- فيغارو، حلاق إشبيلية
- روزين، محبوبة الكونت
- دون بارثولو، طبيب ووصي على روزين
- دون بازيل، عازف أورغن ومعلم غناء روزين
- لا جونيس (الشباب)، خادمة بارثولو المسنة
- ليفيليه، خادم آخر لبارثولو كسول جدًا
- كاتب عدل
- ألكيد

## الأوبرات
حوّلت مسرحية بومارشيه إلى العديد من الأوبرات، لكن معظمها نُسي اليوم. ربما تكون أوبرا حلاق إشبيلية لجيوفاني بايسيلو، وهي دراما في أربعة فصول عُرضت لأول مرة عام 1782، أقدم اقتباس للأوبرا لا يزال يُسمع أحيانًا في المسرحيات. أما أشهر تعديل أوبرالي فهو"أوبرا حلاق إشبيلية"لجيواكينو روسيني، وهي كوميديا من فصلين عرضت لأول مرة عام 1816. على الرغم من العرض الأول الكارثي للأوبرا، إلا أن شعبيتها طغت حتى على مسرحية بومارشيه الأصلية. ثمة تعديلات أخرى أقل شهرة منها أوبرا نيكولاس إيزوارد عام 1796، وألكسندر ريناجل، وصمويل أرنولد عام 1794، وفرانشيسكو مورلاكي في عام 1816.

## شخصية فيغارو

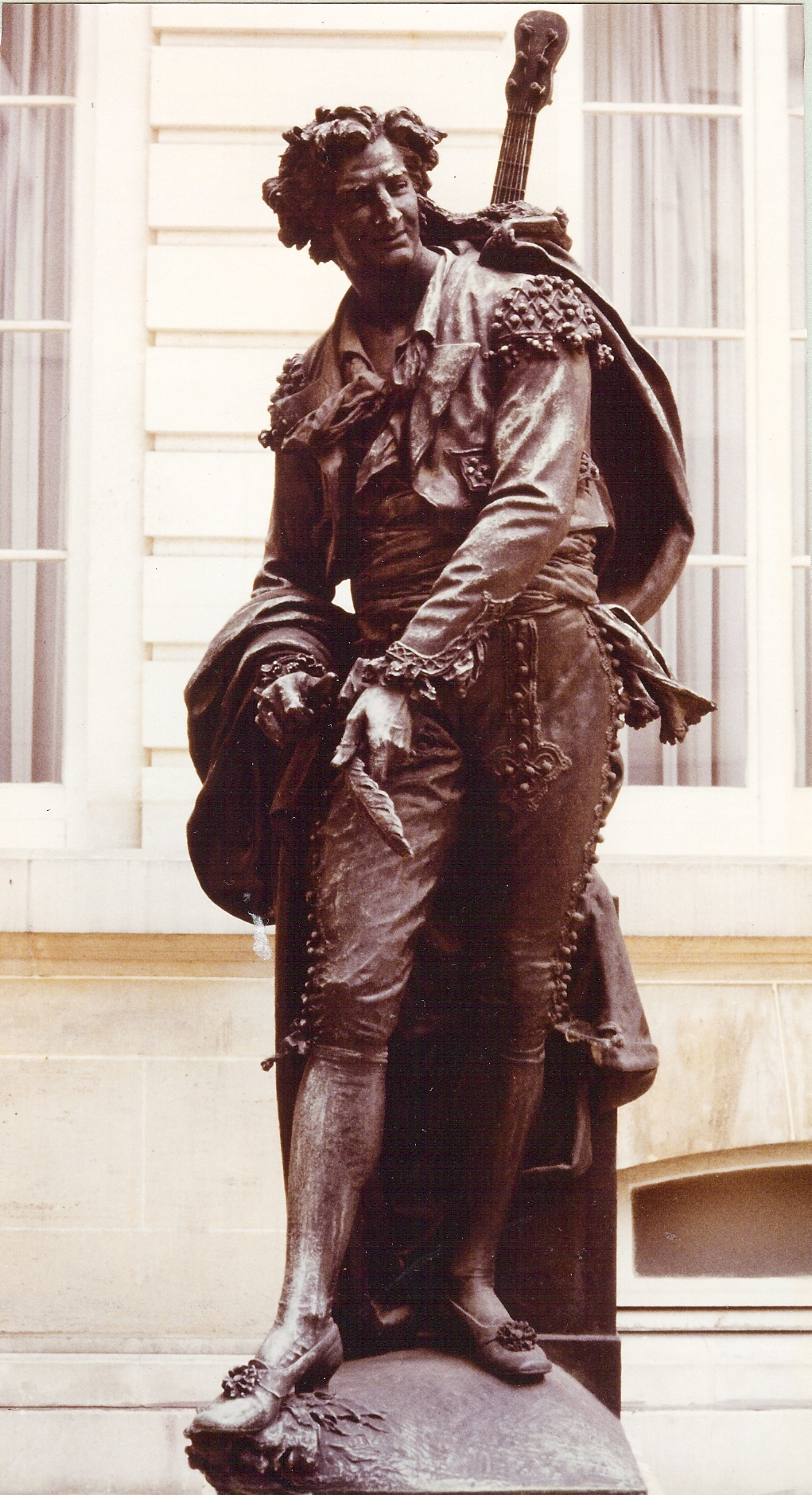
تمثال فيغارو (1873) للفنان جان بارنابي إيمي

كان فيغارو مستوحى من شخصية بريغيلا في الكوميديا الفنية، ومثل سابقه فهو كاذب ذكي؛ معني بالأخلاق ومع ذلك عديم الضمير؛ حسن المزاج، ومفيد وشجاع، على الرغم من أنه يشعر بالمرارة والسخرية إلى حد ما. كما يقول فيحلاق إشبيلية :"يجب أن أجبر نفسي على الضحك على كل شيء حتى لا أضطر إلى البكاء". وعلى الرغم من أنه هادئ ومتماسك وذكي في العادة، إلا أنه قد يكون غير عقلاني عندما يغضب. اخترع بومارشيه اسم"فيغارو"لهذه الشخصية، وقد افترض فريدريك غريندل أن الاسم مصنوع من النسخ الصوتي للكلمات"fils Caron"(حيث كان كارون هو اللقب المعطى للكاتب المسرحي).

## روابط خارجية
- Le barbier de Séville ou la précaution inutile للمؤلف بومارشيه في موقع Gutenberg.org
- Chisholm, Hugh, ed. (1911). "Encyclopædia Britannica". Encyclopædia Britannica (بالإنجليزية) (11th ed.). Cambridge University Press.
- الترجمة الإنجليزية بواسطة إليزابيث جريفيث مع روابط للنوتة الموسيقية الفرنسية
- أداء صوتي من ليبريفوكس لترجمة ويليام رايموند تايلور